# Хахалейшвили, Давид Ростомович
Хахалейшви́ли Дави́д Росто́мович (груз. დავით როსტომის ძე ხახალეიშვილი; 28 февраля 1971[…], Кутаиси — 11 января 2021[…]) — советский и грузинский дзюдоист, самбист и боец в соревнованиях ММА, олимпийский чемпион. Заслуженный мастер спорта СССР (1992).

## Биография
Дзюдо занимался с 1979 года, с 1982 года выступал на соревнованиях различного уровня, сначала среди юношей и юниоров, в 1984 стал чемпионом Спартакиады народов СССР среди юношей. В 1989 году дебютировал на взрослом чемпионате СССР и занял там 3 место.
На Летних Олимпийских играх 1992 года в Барселоне, выступая за Объединённую команду, боролся в весовой категории свыше 95 килограммов.
В схватках, последовательно победив Халифа Диюфа (Сенегал), Франка Морено Гарсиа (Испания), Рафаля Кубачка (Польша), Имре Чёжа (Венгрия) вышел в финал, где встретился с Наойя Огава (Япония), и, проведя один приём оцененный в ваза-ари, затем на 2-й минуте провёл заднюю подножку на пятке с падением, заработав ещё ваза-ари, что по совокупности оценивается как иппон, и стал олимпийским чемпионом.
На Летних Олимпийских играх 1996 года в Атланте не участвовал из-за нелепой случайности: получив от официальных лиц из делегации команды Грузии неверную информацию о месте взвешивания перед соревнованиями, опоздал на взвешивание и был дисквалифицирован.
После Олимпийских игр перешёл в самбо и дважды выиграл чемпионат мира.
Трижды принимал участие в боях без правил (1995, 1996, 2003), первый бой выиграл, два проиграл, последний техническим нокаутом на второй минуте. Его вес на тот момент уже превышал 175 килограммов.
Сын Давида Хахалейшвили — Ростом, грузинский дзюдоист, серебряный призёр чемпионата мира.

## Основные соревнования и занятые места
| Дата | Турнир                         | Занятое место     |
| ---- | ------------------------------ | ----------------- |
| 1987 | Чемпионат СССР среди юниоров   | 1                 |
| 1988 | Чемпионат СССР среди юниоров   | 1                 |
| 1988 | Чемпионат Европы среди юниоров | 1                 |
| 1989 | Командный чемпионат Европы     | 1                 |
| 1989 | Чемпионат СССР                 | 3                 |
| 1989 | Чемпионат Европы среди юниоров | 1                 |
| 1990 | Чемпионат Европы среди юниоров | 1                 |
| 1990 | Чемпионат СССР                 | 1                 |
| 1991 | Чемпионат Европы               | 3                 |
| 1991 | Чемпионат мира                 | 2                 |
| 1992 | Олимпийские игры               | 1                 |
| 1993 | Чемпионат Европы               | 1                 |
| 1993 | Абсолютный чемпионат Европы    | 1                 |
| 1993 | Чемпионат мира                 | 2                 |
| 1993 | Абсолютный чемпионат мира      | 3                 |
| 1995 | Чемпионат Европы               | 1                 |
| 1995 | Чемпионат мира                 | 3                 |
| 1996 | Олимпийские игры               | дисквалифицирован |
| 1996 | Командный чемпионат Европы     | 3                 |
| 1996 | Чемпионат мира (самбо)         | 1                 |
| 1997 | Чемпионат мира (самбо)         | 1                 |